# Дзержув
Дзержув (пол. Dzierżów, нім. Derschau) — село в Польщі, у гміні Дещно Ґожовського повіту Любуського воєводства.
Населення — 420 осіб (2011).
У 1975-1998 роках село належало до Гожовського воєводства.

## Демографія
Демографічна структура станом на 31 березня 2011 року:
|          | Загалом | Допрацездатний вік | Працездатний вік | Постпрацездатний вік |
| -------- | ------- | ------------------ | ---------------- | -------------------- |
| Чоловіки | 212     | 60                 | 138              | 14                   |
| Жінки    | 208     | 35                 | 136              | 37                   |
| Разом    | 420     | 95                 | 274              | 51                   |